# Xstrata
Xstrata plc est une multinationale suisse active dans l'extraction minière. Son siège social est à Zoug. Elle opère dans vingt pays différents, emploie de manière directe et indirecte 70 000 personnes et contrôle majoritairement le capital de dizaines d'entreprises. Elle compte parmi les entreprises suisses les plus importantes quant au chiffre d'affaires. Elle est cotée à la Bourse de Londres (FTSE 100) et à la Bourse de Zurich. 
Xstrata est le premier producteur mondial de charbon bitumeux (thermal coal) ainsi qu'un très important producteur de cuivre, de chrome ferreux, de vanadium et de zinc. Pour des volumes moindres, elle est également active dans l'extraction de l'or, du plomb et de l'argent. Le 2 mai 2013, elle est rachetée par Glencore.
Le titre est retiré de la cotation en mai 2013.

## Histoire
En 2005, elle a vendu pour environ 8 milliards USD, dégageant un bénéfice de 1,7 milliard USD. Depuis mars 2002, elle est passée d'une capitalisation boursière d'environ 2 milliards USD à environ 30 milliards USD en mai 2006. Son plus important actionnaire (34,72 %) est Glencore.
En 2003, elle a doublé de taille en acquérant, au prix de 4,9 milliards AUD, la minière australienne MIM Holdings (cuivre, zinc et charbon). Cependant, elle n'a pu acquérir l'australienne WMC Resources en 2005, acquise par BHP Billiton, la plus grande entreprise minière du moment. En août 2005, elle acquiert 19,9 % de Falconbridge. Cependant, en juin 2006, Phelps Dodge et Inco se proposent d'acheter Falconbridge, s'opposant ainsi à la tentative d'acquisition de Xstrata.
Le 20 juillet 2006, elle augmente son offre sur Falconbridge à 19,2 milliards USD. La même année, elle rachète les 33 % de la mine de charbon de Cerrejón à son actionnaire Glencore. En 2009, Xstrata a généré un chiffre d'affaires de 22 732 milliards de dollars (27 952 milliards en 2008), avec comme actionnaire principal Glencore
En août 2011, Xstrata annonce un investissement de 530 millions $US dans les installations d'extraction de nickel de la Mine Raglan au Québec.
Le 2 mai 2013, Glencore rachète Xstrata, pour devenir Glencore-Xstrata, la fusion donnant ainsi naissance à un géant mondial des matières premières.
L'ancien premier ministre britannique Tony Blair est sollicité par Ivan Glasenberg (patron de Glencore) afin de faciliter l'OPA en intervenant auprès de son ami Hamad ben Jassem Al Thani, premier ministre de l’émirat et patron de Qatar Holding (deuxième actionnaire de Xstrata). Il perçoit une rémunération de 1,24 million d’euros pour trois heures de travail.

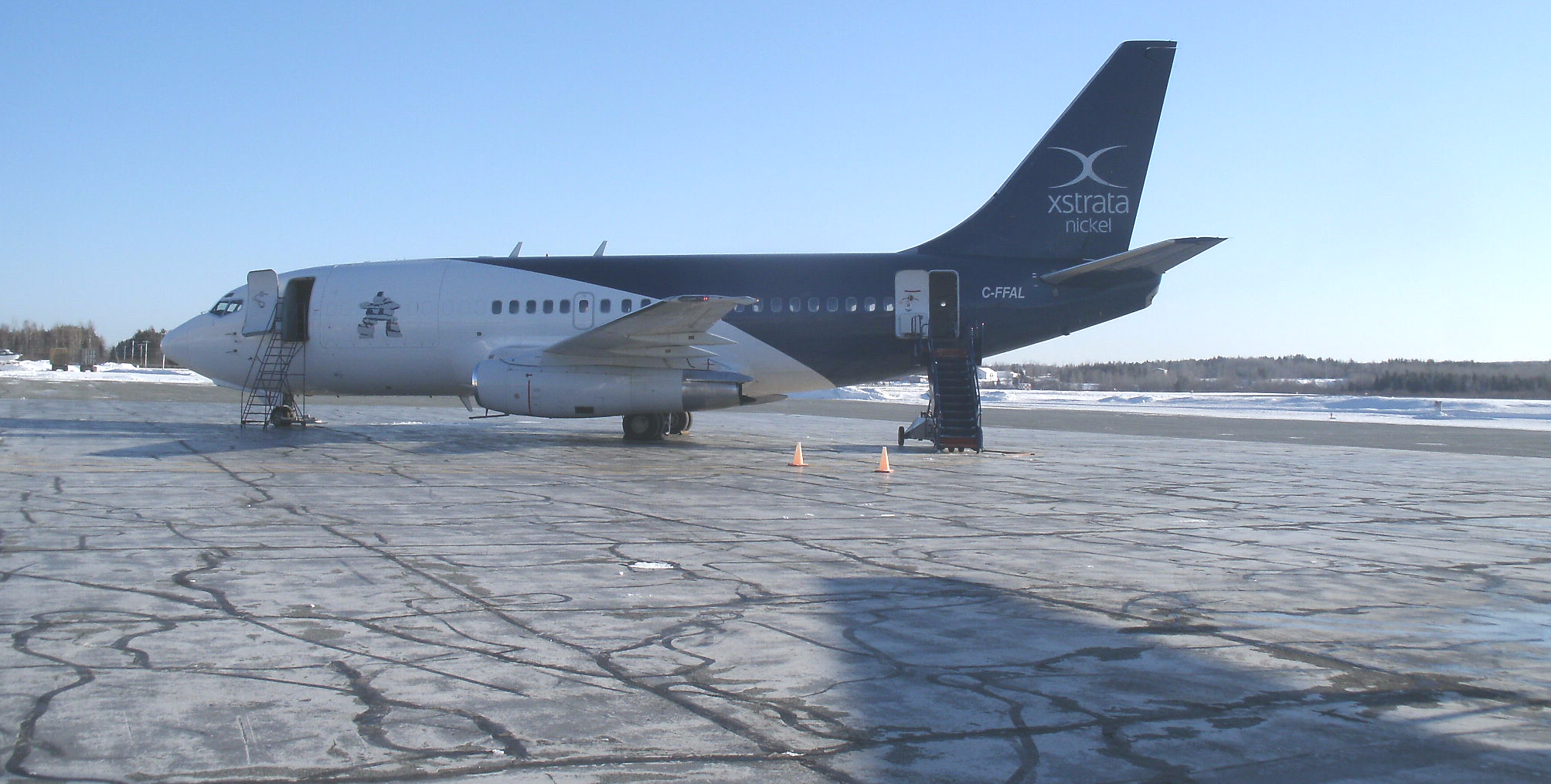
Avion d'Xstrata à l'aéroport de Rouyn-Noranda (Québec).